# Отеш
Отеш је насељено мјесто у Лици. Припада граду Госпићу, у Личко-сењској жупанији, Република Хрватска.

## Географија
Отеш је удаљен око 13 км сјеверозападно од Госпића.

## Становништво
Према попису из 1991. године, насеље Отеш је имало 192 становника. Према попису становништва из 2001. године, Отеш је имао 128 становника. Према попису становништва из 2011. године, насеље Отеш је имало 99 становника.
| Демографија | Демографија | Демографија |
| Година      | Становника  | Становника  |
| ----------- | ----------- | ----------- |
| 1961.       | 427         |             |
| 1971.       | 400         |             |
| 1981.       | 248         |             |
| 1991.       | 192         |             |
| 2001.       | 128         |             |
| 2011.       | 99          |             |